# Marantochloa conferta
Marantochloa conferta es una especie de planta herbácea perteneciente a la familia Marantaceae. Es originaria del oeste de África tropical hasta Uganda.

## Taxonomía
Marantochloa conferta fue descrito por (Benth.) A.C.Ley y publicado en Systematic Botany 36(2): 287–288. 2011.
Sinonimia
- Ataenidia conferta (Benth.) Milne-Redh.
- Calathea conferta Benth. in G.Bentham & J.D.Hooker, Gen. Pl. 3: 653 (1883).
- Phyllodes conferta (Benth.) Kuntze, Revis. Gen. Pl. 2: 696 (1891).
- Phrynium confertum (Benth.) K.Schum. in H.G.A.Engler (ed.), Pflanzenr., IV, 48: 56 (1902).
- Donax conferta (Benth.) Roberty, Fl. Ouest-Afr.: 360 (1954).
- Phrynium textile Ridl., J. Bot. 25: 133 (1887).
- Phyllodes textilis (Ridl.) T.Durand & Schinz, Consp. Fl. Afric. 5: 133 (1894).
- Ataenidia gabonensis Gagnep., Bull. Soc. Bot. France 55: 41 (1908).
- Phrynium crista-galli A.Chev., Explor. Bot. Afrique Occ. Franç. 1: 631 (1920), nom. nud.
- Phrynium gabonense (Gagnep.) Loes. in H.G.A.Engler, Nat. Pflanzenfam. ed. 2, 15a: 673 (1930).[2]